# Тройное эхо
«Тройное эхо» (англ.: The Triple Echo) — британский фильм 1972 года, снятый Майклом Эптедом, пр новелле 1970 года Герберта Эрнеста Бейтса.
Фильм номинировался на Гран-при «Золотой приз» VIII-го Московского кинофестиваля (1973), Гран-при «Золотой Хьюго» Чикагского кинофестиваля (1973) и Гран-при «Золотой колос» Ккинофестиваля в Вальядолиде (1973), однако, нигде призами отмечен не был.

## Сюжет
Англия в период Второй мировой войны. Элис вынуждена в одиночку поддерживать хозяйство фермы, в то время как ее муж находится на фронте. Скрываясь от военного патруля на ферму попадает дезертир Бартон. Элис укрывает у себя Бартона под видом сестры, переодев его в женскую одежду и говорит патрулю, что это её сестра Кэти. Элис призывает Бартона сдаться, но тот сжигает свою военную форму и остаётся на ферме. Выдать его или прогнать не может, и не хочет. Они живут вместе, Бартон помогает Элис по хозяйству. Неизлечимо больную собаку, на мучения которой не может смотреть Элис, но и не может ничего сделать, Бартон, чтобы собака не мучилась, пристреливает её из дробовика мужа Элис. Элис и Бартон постепенно сближаются и становятся любовниками. Но неожиданно на «сестру» положил глаз местный сержант… Приближается Рождество, и сержант приглашает Элис и «ей сестру Кэти» на рождественскую вечеринку. Элис отказывается, но Бартон, желая выйти из однообразной жизни на ферме и немного повеселиться, идёт на вечеринку. В время вечеринки сержант пристаёт и уводит подвыпившую «Кэти» в чулан, пытаясь заняться с ней сексом, и тогда раскрывается, что это мужчина. Бартон убегает. Военная полиция оцепляет ферму Элис. Элис понимает, что Бартона ждёт не только судебное преследование за дезертирство, но прежде издевательства со стороны солдат и сержанта. Она убивает Бартона из дробовика своего мужа.

«Тройное эхо» трогает непреложным и непредуказанным, поздно и ненужно пришедшим к героине чувством… А вот что поделаешь, пришло оно к женщине, чей муж далеко и не скоро вернется, если вообще вернется… А встреченный ею солдатик из соседней воинской части скорее годится ей в сыновья, чем в любовники… И все совсем уж осложняется, запутывается, когда парень этот вдруг отказывается вернуться в часть. И сжигает свою солдатскую форму … Героиня английского фильма страдает все время, с самого первого взгляда на своего будущего возлюбленного… Страдает искренне … Очень уж долго она была одна, слишком уж одиноко было ей на этой безлюдной ферме, слишком безнадежно, безвозвратно, навсегда уходила не то что молодость она ушла давно, а хотя бы надежда на ласку, на приветливое слово, теплый взгляд… И все же Элис как могла протестовала против решения струсившего мальчишки скрыться, бежать из армии.— кинокритик Нина Толченова, журнал «Искусство кино», 1974 год

## В ролях
- Гленда Джексон — Элис Чарльзуорт
- Брайан Дикон — Бартон
- Оливер Рид — сержант
- Энтони Мэй — младший офицер
- Гэвин Ричардс — Стэнли
- Дженни Ли-Райт — Кристина
- Кеннет Колли — старший капрал
- Дафна Хирд — хозяйка лавки
- Зела Кларк — девушка

## Съёмки
Фильм был снят в Уилтшире.

## Критика
Кинокритик Дерек Малкольм в рецензии в британской газете «The Guardian» назвал фильм «ничем особенным… но, по крайней мере, это хорошая история, хорошо рассказанная», позже та же газета сообщила, что фильм «получил хорошую реакцию критиков, но ничего не сделал в прокате».
Фильм был номинирован на «Золотой приз» на VIII -м Московском международном кинофестивале (1973), призами отмечен не был, но на фестивальном просмотре кинокритик журнала «Искусство кино» Нина Толченова сравнивала его с представленным на этом же фестивале норвежским фильмом «Свадьба Лины», актриса которого Ингерид Вардунд получила приз «За лучшую женскую роль», и отмечала, что актриса Гленда Джексон в фильме «Тройное эхо» сыграла также хорошо:

В целом картина сентиментальна и груба в буквальном смысле этого слова. Но Элис, по моему мнению, столь же правдива и убедительна, сколь была впечатляюща и правдива Ингерид Вардунд.